# سورة الإسراء

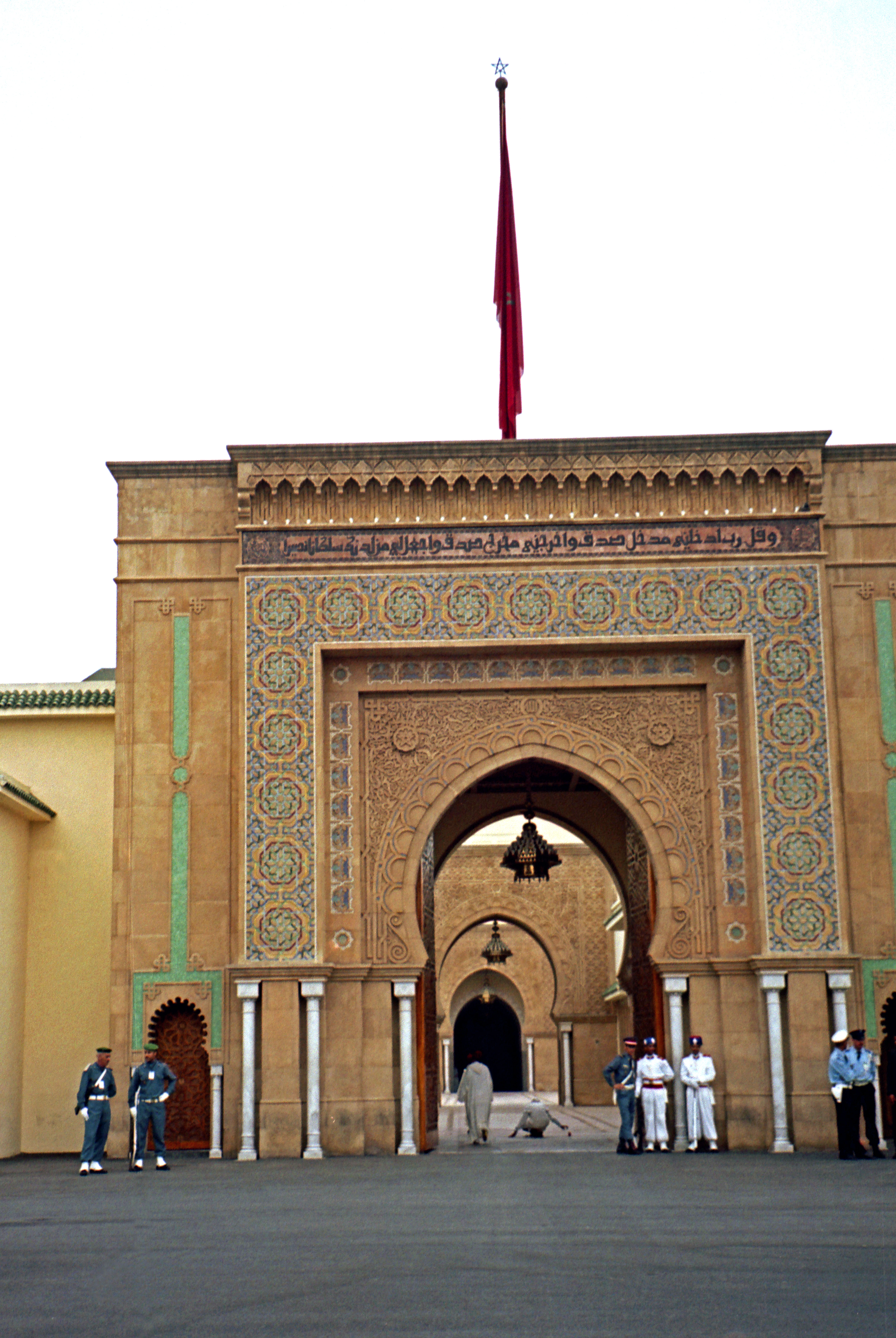
الآية: - تعلو بوابة القصر الملكي بالرباط

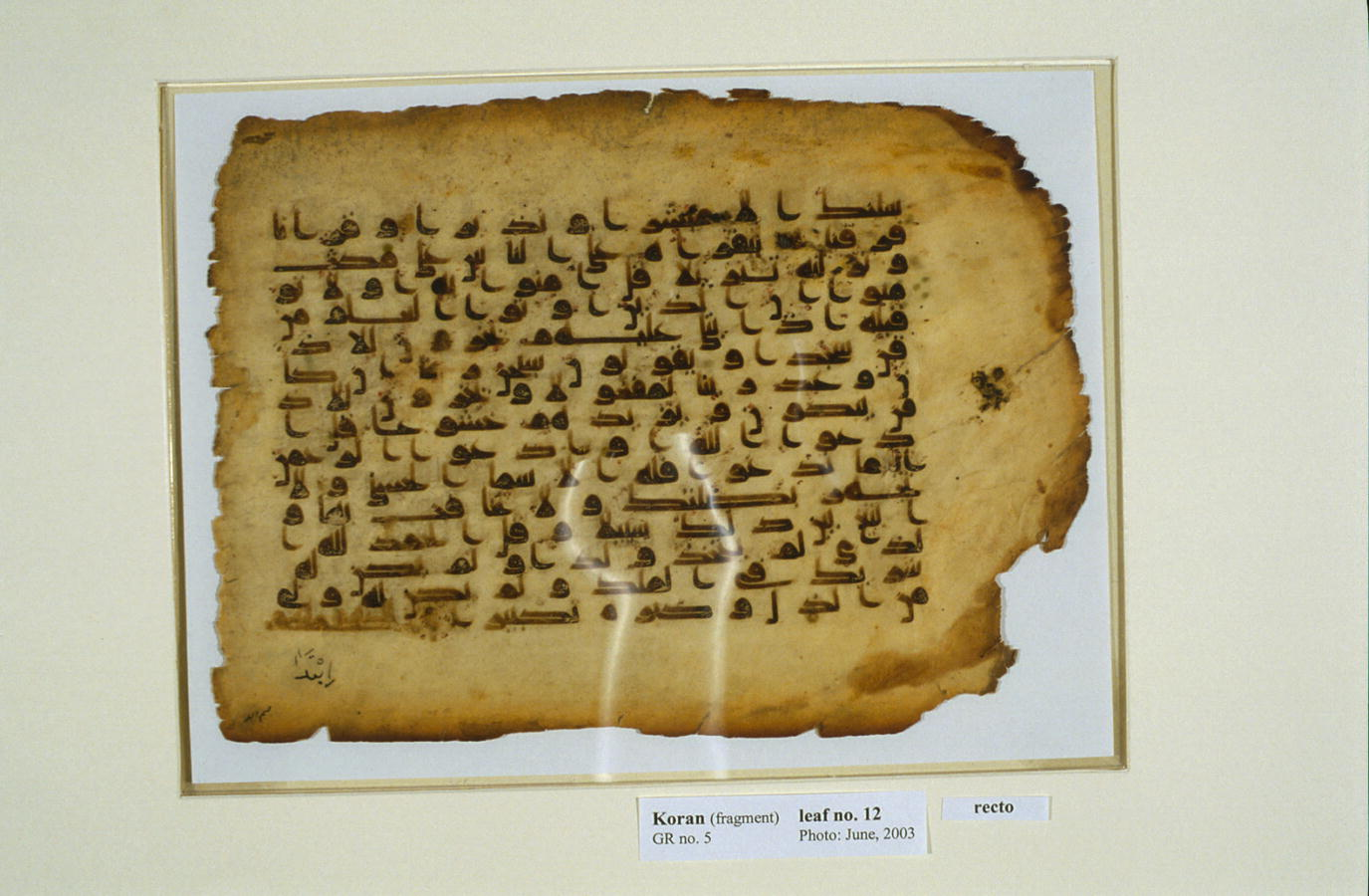
بعض آيات السورة مخطوطة بالخط الكوفي

سورة الإسراء سُميت بهذا الإسم في كثير من المصاحف، وتسمى أيضاً بسورة: (بني إسرائيل) وسورة (سبحان)، سورة مكية ماعدا الآيات 32، 33، 57، ومن الآية 73: 80 فمدنية، وهي من المئين، آياتها 111، وترتيبها في المصحف الشريف 17، في الجزء 15، السورة بها سجدة في الآية رقم 109، نزلت بعد سورة القصص، بدأت بالتسبيح ﴿سُبْحَانَ الَّذِي أَسْرَى بِعَبْدِهِ﴾، ومن أهم خصائصها ارتباط اسمها ونزولها بحدث كبير هو إسراء النبي ﷺ من المسجد الحرام إلى المسجد الأقصى، ثم عروجه إلى السماء، وأهم مقاصدها توحيد الله وتنزيهه عن كل نقص.

## التعريف بالسورة وسبب التسمية
سورة الإسراء من السور التي اهتمت بشؤون العقيدة، وأصول الدين كالوحدانية والرسالة والبعث، والعنصر البارز فيها هو شخصية الرسول ﷺ وما أيده الله من المعجزات.
وسُميت بهذا الاسم في كثير من المصاحف، لذكر الإسراء في صدرها، كما تسمّى سورة (بني إسرائيل) لأنها تحدّثت عنهم، وعن إفسادهم في الأرض، وعن عقوبة الله لهم على هذا الفساد، وتُسمى أيضاً سورة (سبحان)؛ لأنها افتتحت بهذه الكلمة، وليس افتتاحها بذكر (الإسراء) مقتضياً أنها نزلت عقب وقوع الإسراء، بل يجوز أنها نزلت بعد الإسراء بمدة.
ومعنى كلمة (الإسراء): هو السير ليلاً، فقد أُسري بالنبي ﷺ من المسجد الحرام إلى المسجد الأقصى في ليلة واحدة، أسرى به جبريل بأمر من الله تعالى، كما في الآية، قال تعالى:﴿سُبْحَانَ الَّذِي أَسْرَى بِعَبْدِهِ لَيْلًا مِنَ الْمَسْجِدِ الْحَرَامِ إِلَى الْمَسْجِدِ الْأَقْصَى﴾ [الإسراء:1]، وهذا من معجزاته ؛ لأن هذه المسافة كانت تقطع في شهر أو أكثر، وقطعها النبي ﷺ في ليلة واحدة.
وخلاصة الإسراء: أن الله تعالى، أكرم رسوله محمداً ﷺ، بمعجزة إلهية، هي الانتقال به ليلاً من المسجد الحرام إلى المسجد الأقصى بالشام، ثم صعد إلى السماوات العلا، ورأى من كل سماء مقرّبيها، ورأى سدرة المنتهى، وجنة المأوى، وآيات ربّه الكبرى، ثم فرض الله عليه الصلاة، لتكون صلة بين المخلوق والخالق، ورباطاً بين الإنسان وربّه، وعاد ﷺ، إلى مكة قبل طلوع الفجر، والرحلة من المسجد الحرام إلى المسجد الأقصى، رحلة مختارة من الله لتربط بين عقائد التوحيد الكبرى، من إبراهيم وإسماعيل  إلى محمد خاتم النبيين ﷺ، وتربط بين الأماكن المقدّسة لديانات التوحيد جميعاً.

## عدد آيات السورة وكلماتها وحروفها
عدد آياتها: سورة الإسراء (مائة وإحدى عشرة آية) في المصحف الكوفي و (مائة وعشر آيات) في المكي والمدني والشامي والبصري، والخلاف في آية واحدة، قوله تعالى: {للأذقان سجدا}، عدها الكوفي ولم يعدها الباقون.
عدد كلماتها: (ألف وخمس مئة وثلاث وثلاثون كلمة).
عدد حروفها: (فستة آلاف وأربع مئة وستون حرفاً).

## مكان نزول السورة وترتيبها وسبب نزولها

### مكان نزول سورة الإسراء
نزلت سورة (الإسراء) بمكة في السنة الحادية عشرة للبعثة قبل الهجرة بسنة وشهرين.
وقيل إن فيها بضع آيات نزلت بالمدينة، منها قوله تعالى:﴿وَإِنْ كَادُوا لَيَفْتِنُونَكَ﴾ [الإسراء:73]،.. إلى قوله تعالى:﴿وَقُلْ رَبِّ أَدْخِلْنِي مُدْخَلَ صِدْقٍ﴾ [الإسراء:80]، .. ومنها آية:﴿أَقِمِ الصَّلَاةَ لِدُلُوكِ الشَّمْسِ﴾ [الإسراء:78]، .. وآية:﴿وَآتِ ذَا الْقُرْبَى حَقَّهُ﴾ [الإسراء:26]، ويقول الفيروزآبادي في كتابه (بصائر ذوى التمييز): إن السورة مكية باتفاق.

### ترتيب نزول سورة الإسراء
ترتيبها في المصحف (السابعة عشرة)، بعد سورة النحل، ويأتي بعدها سورة الكهف، ثم سورتَي مريم وطه، وأما ترتيبها من حيث النزول، فقد نزلت بعد سورة القصص وقبل سورة يونس.

## ما ورد في سبب نزول بعض آيات السورة
1. في قوله تعالى: ﴿قُلِ ادْعُوا الَّذِينَ زَعَمْتُمْ مِنْ دُونِهِ فَلَا يَمْلِكُونَ كَشْفَ الضُّرِّ عَنْكُمْ وَلَا تَحْوِيلًا ۝٥٦ أُولَئِكَ الَّذِينَ يَدْعُونَ يَبْتَغُونَ إِلَى رَبِّهِمُ الْوَسِيلَةَ﴾ [الإسراء:56–57]، عن أبي معمر عن عبد الله، قال كان نفر من الإنس يعبدون نفراً من الجن، فأسلم النفر من الجن واستمسك الإنس بعبادتهم فنزلت:﴿أُولَئِكَ الَّذِينَ يَدْعُونَ يَبْتَغُونَ إِلَى رَبِّهِمُ الْوَسِيلَةَ﴾ [الإسراء:57]، وعن ابن مسعود قال: «كان نفر من الإنس يعبدون نفرا من الجن فأسلم النفر من الجن، وتمسك الإنسيون بعبادتهم للجن. فأنزل الله الآية».[14] قال القرطبي: لما ابتليت قريش بالقحط وشكوا لرسول الله أنزل الله هذه الآية، أي ادعوا الذين تعبدونهم من دون الله تعالى وزعمتم أنهم آلهة.[15]
2. في قوله تعالى:﴿وَمَا مَنَعَنَا أَنْ نُرْسِلَ بِالْآيَاتِ إِلَّا أَنْ كَذَّبَ بِهَا الْأَوَّلُونَ وَآتَيْنَا ثَمُودَ النَّاقَةَ مُبْصِرَةً فَظَلَمُوا بِهَا وَمَا نُرْسِلُ بِالْآيَاتِ إِلَّا تَخْوِيفًا ۝٥٩﴾ [الإسراء:59]، عن سعيد بن جبير عن ابن عباس قال: «سأل أهل مكة النبي ﷺ أن يجعل لهم الصفا ذهبا، وأن ينحي عنهم الجبل فيزرعوا. قيل له: إن شئت أن تستأني بهم، وإن شئت أن نؤتيهم الذي سألوا، فإن كفروا أهلكوا كما أهلكت من قبلهم من الأمم، فقال: بل أستأني بهم، فأنزل الله الآية» رواه أحمد والنسائي والبزار.[16][17][18]
3. في قوله تعالى:﴿وَيَسْأَلُونَكَ عَنِ الرُّوحِ قُلِ الرُّوحُ مِنْ أَمْرِ رَبِّي وَمَا أُوتِيتُمْ مِنَ الْعِلْمِ إِلَّا قَلِيلًا ۝٨٥﴾ [الإسراء:85]، عن ابن عباس، قال: قالت قريش ليهود: أعطونا شيئا نسأل هذا الرجل، فقال: سلوه عن الروح، فسألوه عن الروح، فأنزل الله تعالى: ﴿وَيَسْأَلُونَكَ عَنِ الرُّوحِ قُلِ الرُّوحُ مِنْ أَمْرِ رَبِّي وَمَا أُوتِيتُمْ مِنَ الْعِلْمِ إِلَّا قَلِيلًا ۝٨٥﴾ [الإسراء:85].[19][20]
4. قوله تعالى:﴿وَلَا تَجْهَرْ بِصَلَاتِكَ وَلَا تُخَافِتْ بِهَا وَابْتَغِ بَيْنَ ذَلِكَ سَبِيلًا﴾ [الإسراء:110]، عَنِ ابْنِ عَبَّاسٍ، فِي قَوْلِهِ :﴿وَلَا تَجْهَرْ بِصَلَاتِكَ وَلَا تُخَافِتْ بِهَا﴾ [الإسراء:110]، الآية، قَالَ: نَزَلَتْ وَرَسُولُ اللهِ ﷺ مُتَوَارٍ بِمَكَّةَ، فَكَانَ إِذَا صَلَّى بِأَصْحَابِهِ رَفَعَ صَوْتَهُ بِالْقُرْآنِ، فَإِذَا سَمِعَ ذَلِكَ الْمُشْرِكُونَ سَبُّوا الْقُرْآنَ وَمَنْ أَنْزَلَهُ وَمَنْ جَاءَ بِهِ، فَقَالَ اللهُ  لِنَبِيِّهِ ﷺ: {وَلا تَجْهَرْ بِصَلاتِكَ}، فَيَسْمَعَ الْمُشْرِكُونَ قِرَاءَتَكَ، {وَلَا تُخَافِتْ بِهَا}، عَنْ أَصْحَابِكَ أَسْمِعْهُمُ الْقُرْآنَ وَلَا تَجْهَرْ ذَلِكَ الْجَهْرَ، {وَابْتَغِ بَيْنَ ذَلِكَ سَبِيلًا}، «يَقُولُ بَيْنَ الْجَهْرِ وَالْمُخَافَتَةِ".[21]

## فضائل سورة الإسراء
1. كان النبي يقرأها قبل أن ينام: روى الترمذي عن عَائِشَة قالت: «كَانَ النَّبِيُّ ﷺ لَا يَنَامُ حَتَّى يَقْرَأَ الزُّمَرَ، وَبَنِي إِسْرَائِيلَ».[22][23][20]
2. عن عبد الله بن مسعود أنه قال في بني إسرائيل والكهف ومريم: «إنهن من العتاق الأول وهن من تلادي»، وترجم لها البخاري في (كتاب التفسير)، والترمذي في (أبواب التفسير)، ووجه ذلك أنها ذكر فيها من أحوال بني إسرائيل ما لم يذكر في غيرها.[10][24]
3. وعن العرباض بن سارية «أن النبي ﷺ كان لا ينام حتى يقرأ المسبحات ويقول: فيها آية خير من ألف آية».[24]

## خصائص سورة الإسراء
1. استفتاحها بذكر معجزة الإسراء والمعراج.[2]
2. تميّز آياتها بالطول النسبي، وبسط الفكرة، والدعوة إلى التحلّي بالآداب ومكارم الأخلاق.[11]
3. تناظر سورة الإسراء مع سورة يوسف في عدد الآيات، حيث تبلغ مائة وإحدى عشرة آية.[7]
4. اشتملت سورة الإسراء على خصائص السورة المكّية، ومن ناحية أخرى ظهرت فيها صفات من خصائص السورة المدنية، لأنها من أواخر ما نزل في مكّة فهي ممهّدة للعهد المدني، أو هي ممّا يشبه المدني، وهو مكّي.[11]
5. وجود خمسة وأربعين نوعاً من أنواع صيغ الأمر في السورة، وثمانية عشر نوعاً من أنواع النهي.[4]
6. ومن خصائص سورة الإسراء أنها احتوت على قواعد الحياة الاجتماعية من بر الأبوين، وإيتاء ذوي القربى والمساكين وأبناء السبيل حقوقهم من غير تقتير ولا إسراف، وتحريم القتل والزنى وأكل مال اليتيم، وإيفاء الكيل والميزان بالقسط، وإبطال التقليد من غير علم.[25]
7. كثرة الموضوعات المطروحة في سورة الإسراء وتنوعها ما بين العقيدة وقواعد السلوك الفردي والجماعي، والعِبر والسنن الإلاهية والمعجزات وغير ذلك.[7]

## مناسبة السورة لما قبلها وبعدها

### مناسبة السورة لما قبلها
1. إنه تعالى بعد أن قال في آخر سورة النحل:﴿إِنَّمَا جُعِلَ السَّبْتُ عَلَى الَّذِينَ اخْتَلَفُوا فِيهِ﴾ [النحل:124]، ذكر في هذه السورة (سورة الإسراء) شريعة أهل السبت وشأنهم، وذكر جميع ما شرعه لهم في التوراة، فقد أخرج ابن جرير عن ابن عباس  أنه قال: «إن التوراة كلها في خمس عشرة آية من سورة بني إسرائيل».[6]
2. لما كان مقصود سورة النحل التنزه عن الاستعجال وغيره من صفات النقص، والاتصاف بالكمال المنتج، لأنه قادر على الأمور الهائلة، ومنها جعل الساعة كلمح البصر أو أقرب، وختمها بعد تفضيل إبراهيم  والأمر باتباعه بالإشارة إلى نصر أوليائه -مع ضعفهم في ذلك الزمان وقلتهم- على أعدائه على كثرتهم وقوتهم، وكان ذلك من خوارق العادات ونواقص المطردات، وأمرهم بالتأني والإحسان، افتتح هذه السورة (الإسراء) بتحقيق ما أشار الختم إليه بما خرقه من العادة في الإسراء، وتنزيه نفسه الشريفة من توهم استبعاد ذلك، تنبيهاً على أنه قادر على أن يفعل الأمور العظيمة الكثيرة الشاقة في أسرع وقت، دفعاً لما قد يتوهم أو يتعنت به من يسمع نهيه عن الاستعجال وأمره بالصبر.[26]
3. لما ذكر  في سورة النحل قواعد الاستفادة من المخلوقات الأرضية، ذكر في هذه سورة الإسراء قواعد الحياة الاجتماعية من بر الأبوين، وإيتاء ذوي القربى والمساكين وأبناء السبيل حقوقهم من غير تقتير ولا إسراف، وتحريم القتل والزنى وأكل مال اليتيم، وإيفاء الكيل والميزان بالقسط، وإبطال التقليد من غير علم.[25]
4. في سورة النحل أبان الله أن القرآن من عنده، لا من عند بشر، وفي هذه السورة ذكر الهدف الجوهري من القرآن.[25]
5. لما تقدم قوله تعالى:﴿إِنَّ إِبْرَاهِيمَ كَانَ أُمَّةً قَانِتًا لِلَّهِ حَنِيفًا وَلَمْ يَكُ مِنَ الْمُشْرِكِينَ ۝١٢٠﴾ [النحل:120]، إلى قوله تعالى:﴿ثُمَّ أَوْحَيْنَا إِلَيْكَ أَنِ اتَّبِعْ مِلَّةَ إِبْرَاهِيمَ حَنِيفًا﴾ [النحل:123]، كان ظاهر ذلك تفضيل إبراهيم  على محمد ﷺ وعلى جميع الأنبياء، لا سيما مع الأمر بالاتباع، فأعقب ذلك بسورة الإسراء وقد تضمنت من خصائص نبينا محمد ﷺ وانطوت على ما حَصل من النصوص في الصحيح والمقطوع به والمجمع عليه من أنه ﷺ سيد ولد آدم فاستفتحت السورة بقصة الإسراء.[27]
6. لما ذكر في سورة النحل، أن النحل يخرج من بطونها شراب مختلف ألوانه فيه شفاء للناس، وهنا في سورة الإسراء ذكر:﴿وَنُنَزِّلُ مِنَ الْقُرْآنِ مَا هُوَ شِفَاءٌ وَرَحْمَةٌ﴾ [الإسراء:82].[28]

### مناسبة السورة لما بعدها
1. لما كان افتتاح سورة الإسراء بالتسبيح، جاءت سورة الكهف بالتحميد، والتسبيح والتحميد مقترنان في القرآن وسائر الكلام، بحيث يسبق التسبيح التحميد، نحو: ﴿فَسَبِّحْ بِحَمْدِ رَبِّكَ﴾ [الحجر:98]، كما أن الإسراء اختتمت بالتحميد أيضاً، فتشابهت الأطراف أيضاً.[25]
2. لما خُتمت سورة الإسراء بأمر الرسول ﷺ بالحمد عن التنزه عن صفات النقص لكونه أعلم الخلق بذلك، بدئت هذه بالإخبار باستحقاقه  الحمد على صفات الكمال التي منها البراءة عن كل نقص، منبهاً بذلك على وجوب حمده بما شرع من الدين على هذا الوجه الأحكم، بهذا الكتاب القيم الذي خضعت لجلاله العلماء الأقدمون، وعجز عن معارضته الأولون والآخرون، الذي هو الدليل على ما ختمت به تلك من العظمة والكمال، والتنزه والجلال.[29]
3. تناسب في الاتصال بين السورتين؛ وذلك: أن اليهود أمروا المشركين أن يسألوا النبي ﷺ عن ثلاثة أشياء: عن الروح، وعن قصة أصحاب الكهف، وعن قصة ذي القرنين، وقد ذكر جواب السؤال الأول في آخر سورة بني إسرائيل -الإسراء-، فناسب اتصالها بالسورة التي اشتملت على جواب السؤالين الآخرين.[30]
4. لما ذكر تعالى في الإسراء:﴿وَمَا أُوتِيتُمْ مِنَ الْعِلْمِ إِلَّا قَلِيلًا﴾ [الإسراء:85]، ناسب ذكر قصة موسى مع العبد الصالح الخضر، كالدليل على ما تقدم، وقد ورد في الحديث: أنه لما نزل:﴿وَمَا أُوتِيتُمْ مِنَ الْعِلْمِ إِلَّا قَلِيلًا﴾ [الإسراء:85]، قال اليهود: قد أوتينا التوراة فيها علم كل شيء، فنزل: ﴿قُلْ لَوْ كَانَ الْبَحْرُ مِدَادًا لِكَلِمَاتِ رَبِّي لَنَفِدَ الْبَحْرُ قَبْلَ أَنْ تَنْفَدَ كَلِمَاتُ رَبِّي وَلَوْ جِئْنَا بِمِثْلِهِ مَدَدًا ۝١٠٩﴾ [الكهف:109]، ولما قال تعالى في الإسراء:﴿فَإِذَا جَاءَ وَعْدُ الْآخِرَةِ جِئْنَا بِكُمْ لَفِيفًا﴾ [الإسراء:104]، أعقبه في سورة الكهف بالتفصيل والبيان بقوله: ﴿فَإِذَا جَاءَ وَعْدُ رَبِّي جَعَلَهُ دَكَّاءَ وَكَانَ وَعْدُ رَبِّي حَقًّا ۝٩٨ وَتَرَكْنَا بَعْضَهُمْ يَوْمَئِذٍ يَمُوجُ فِي بَعْضٍ وَنُفِخَ فِي الصُّورِ فَجَمَعْنَاهُمْ جَمْعًا ۝٩٩ وَعَرَضْنَا جَهَنَّمَ يَوْمَئِذٍ لِلْكَافِرِينَ عَرْضًا﴾ [الكهف:98–100].[25]
5. أن سورة الإسراء اشتملت على الإسراء الذي كذب به المشركون، وكذبوا الرسول ﷺ من أجله، وتكذيبه تكذيب لله ، فأتى بسبحان تنزيهًا لله عما نُسب إلى نبيه من الكذب، وسورة الكهف لما نزلت بعد سؤال المشركين عن قصة أصحاب الكهف وتأخر الوحي، ونزلت مبينة أن الله لم يقطع نعمته عن رسوله ولا المؤمنين فناسب افتتاحها بالحمد.[30]

## مقاصد سورة الإسراء
1. العماد الذي أقيمت عليه هذه السورة إثبات نبوة محمد ﷺ، وإثبات أن القرآن وحي من الله، وإثبات فضله وفضل من أنزل عليه، وذكر أنه معجز، ورد مطاعن المشركين فيه وفيمن جاء به، وأنهم لم يفقهوه فلذلك أعرضوا عنه، وإبطال إحالتهم أن يكون النبي ﷺ أسري به إلى المسجد الأقصى، فافتتحت بمعجزة الإسراء توطئة للتنظير بين شريعة الإسلام وشريعة موسى  على عادة القرآن في ذكر المثل والنظائر الدينية، ورمزاً إليها إلى أن الله أعطى محمداً ﷺ من الفضائل أفضل مما أعطى من قبله.[10]
2. بيان تاريخ بني إسرائيل وإفسادهم في الأرض وعقوبة الله لهم.[6]
3. بيان بعض السنن الإلاهية المهمة التي تحكم العلاقة بين الله وبين الإنسان والأمم.[7]
4. بيان أن القرآن يهدي إلى الشريعة الأقوم، ويبشر المؤمنين الصالحين وينذر الكافرين الطالحين، وأنه تعالى جعل الليل والنهار آيتين، وجعل من أثرهما أن نبتغى من فضله.[4]
5. تقرير قاعدة العمل والجزاء، وأن كل يجني ثمرة أعماله.[1]
6. إثبات البعث والجزاء، والحث على إقامة الصلوات في أوقاتها، والتحذير من نزغ الشيطان وعداوته لآدم وذريته، وقصة رفضه للسجود، والإنذار بعذاب الآخرة، وذكر ما وقع للأمم من أسباب الاستئصال والهلاك.[10]
7. بيان وصيته الله  لعباده، أن لا يشركوا به شيئاً، وأن يحسنوا إلى والديهم وبخاصة في حالة الشيخوخة، ونهيه الآباء عن قتل الأولاد خشية الفقر فإنه يرزقهم وإياهم، ونهيه الناس عن الزنى وقتل النفس بغير حق، ونهيه الأولياء والأوصياء أن يقربوا مال اليتيم بغير حق، وأمره الناس بالوفاء بالعهد وإيفاء الكيل والميزان المستقيم، ونهيه عن أن يقول الإنسان ما لا يعلم وأن يمشي في الأرض مرحا وكبراً، فإنه لن يخرق الأرض ولن يبلغ الجبال طولا، فلا وجه لكبريائه على الناس مهما أوتي من النعم، فإنها إلى زوال.[4]
8. التنديد بنسبة المشركين البنات إلى الله ، زاعمين أن البنات من الملائكة:﴿أَفَأَصْفَاكُمْ رَبُّكُمْ بِالْبَنِينَ وَاتَّخَذَ مِنَ الْمَلَائِكَةِ إِنَاثًا إِنَّكُمْ لَتَقُولُونَ قَوْلًا عَظِيمًا ۝٤٠﴾ [الإسراء:40]، ثم أنكرت عليهم وجود آلهة مع الله، وكذلك أنبأت السورة عن قدسية مهمة القرآن وسمو غاياته، وعجز الإنس والجن عن الإتيان بمثله، مما يدل على إعجازه.[25]

## المحتوى العام للسورة
سورة الإسراء بدأت بالتسبيح واختُتمت بالتحميد، وتحتوي على موضوعات محورها: النفس البشرية ما لها وما عليها، وما تعرضت له وكان سبب نجاتها، ومن أبرز موضوعات السورة ما يلي:
- تضمنت السورة الإخبار عن معجزة النبي محمد ﷺ الخاطفة، من  الأنبياء والمرسلين وهي معجزة الإسراء من المسجد الحرام بمكة إلى المسجد الأقصى ببيت المقدس، حيث التقى بجميع الأنبياء من آدم إلى المسيح، ثم رقيه من بيت المقدس إلى السماوات العُلى، وهو ما يُعرف عند العلماء بالمعراج.[7]
- وأخبرت عن قصة بني إسرائيل في حال صلاحهم وفسادهم، بإعزازهم حال الاستقامة وإمدادهم بالأموال والبنين، وتشردهم في الأرض مرتين بسبب عصيانهم وإفسادهم، وتخريب مسجدهم، ثم عودهم إلى الإفساد باستفزازهم النبي ﷺ، وإرادتهم إخراجه من المدينة:﴿وَإِنْ كَادُوا لَيَسْتَفِزُّونَكَ مِنَ الْأَرْضِ لِيُخْرِجُوكَ مِنْهَا﴾ [الإسراء:76].[25]
- الحديث عن مكارم الأخلاق المرتبطة بقاعدة التوحيد، وعن أوهام اللمشركين حول نسبة البنات والشركاء إلى الله .[6]
- الحديث عن تكريم الإنسان بأمر الملائكة بالسجود له وامتناع إبليس، وتكريم بني آدم ورزقهم من الطيبات، ثم ختمت السورة بتنزيه الله عن الشريك والولد، والناصر والمعين، واتصاف الله بالأسماء الحسنى التي أرشدنا إلى الدعاء بها.[25]
- أهتمت بشؤون الدين والعقيدة والوحدانية، تميزت هذه السورة بأنها تتكلم عن القرآن بشكل تفصيلي لم يرد في باقي سور القرآن، وتعرف أيضاً السورة باسم «سورة بني إسرائيل» لحديثها عن هذا القوم، وتستمد هذه التسمية من الآية الرابعة فيها.[31][32][33]

## الناسخ والمنسوخ في السورة
- الآية الأولى: قوله تعالى:﴿وَقَضَى رَبُّكَ أَلَّا تَعْبُدُوا إِلَّا إِيَّاهُ وَبِالْوَالِدَيْنِ إِحْسَانًا إِمَّا يَبْلُغَنَّ عِنْدَكَ الْكِبَرَ أَحَدُهُمَا أَوْ كِلَاهُمَا فَلَا تَقُلْ لَهُمَا أُفٍّ وَلَا تَنْهَرْهُمَا وَقُلْ لَهُمَا قَوْلًا كَرِيمًا ۝٢٣ وَاخْفِضْ لَهُمَا جَنَاحَ الذُّلِّ مِنَ الرَّحْمَةِ وَقُلْ رَبِّ ارْحَمْهُمَا كَمَا رَبَّيَانِي صَغِيرًا ۝٢٤﴾ [الإسراء:23–24]، نُسخ بعض حكمها، وبقي البعض على ظاهره، فهو في أهل التوحيد محكم، وبعض حكمها في أهل الشرك منسوخ بقوله تعالى:﴿مَا كَانَ لِلنَّبِيِّ وَالَّذِينَ آمَنُوا أَنْ يَسْتَغْفِرُوا لِلْمُشْرِكِينَ وَلَوْ كَانُوا أُولِي قُرْبَى﴾ [التوبة:113].[34]

- الآية الثانية: قوله تعالى:﴿وَمَا أَرْسَلْنَاكَ عَلَيْهِمْ وَكِيلًا﴾ [الإسراء:54]، للمفسرين في معنى الوكيل ثلاثة أقوال:

1. أحدها: كفيلاً (تؤخذ بهم)، قاله بن عباس.
2. الثاني: حافظاً، قاله الفراء.
3. الثالث: كفيلاً بهدايتهم وقادراً على إصلاح قلوبهم، وعلى هذا، الآية محكمة، وقد زعم بعضهم: أنها منسوخة بآية السيف، وليس بصحيح.[35]

- الآية الثالثة: قوله تعالى:﴿قُلِ ادْعُوا اللَّهَ أَوِ ادْعُوا الرَّحْمَنَ أَيًّا مَا تَدْعُوا فَلَهُ الْأَسْمَاءُ الْحُسْنَى وَلَا تَجْهَرْ بِصَلَاتِكَ وَلَا تُخَافِتْ بِهَا وَابْتَغِ بَيْنَ ذَلِكَ سَبِيلًا ۝١١٠﴾ [الإسراء:110]، نسخت بالآية التي في سورة الأعراف وهي قوله تعالى:﴿وَاذْكُرْ رَبَّكَ فِي نَفْسِكَ تَضَرُّعًا وَخِيفَةً وَدُونَ الْجَهْرِ مِنَ الْقَوْلِ بِالْغُدُوِّ وَالْآصَالِ وَلَا تَكُنْ مِنَ الْغَافِلِينَ ۝٢٠٥﴾ [الأعراف:205].[34]

## اللغة والبلاغة في السورة

### اللغة في سورة الإسراء
(سبحان): اسم موضوع موضع المصدر، وهو غير متمكن، لأنه لا يجري بوجوه الإعراب، ولا تدخل عليه الألف واللام، ولم يجر منه فعل، ولم ينصرف لأن في آخره زائدتين، تقول: سبحت تسبيحاً وسبحاناً، مثل كفرت اليمين تكفيراً وكفراناً، ومعناه التنزيه والبراءة لله  من كل نقص، فهو ذكر عظيم لله لا يصلح لغيره، وقد روى طلحة بن عبيد الله أحد العشرة أنه قال للنبي ﷺ: ما معنى سبحان الله؟ فقال:" تنزيه الله من كل سوء"، والعامل فيه على مذهب سيبويه: الفعل الذي من معناه لا من لفظه، إذ لم يجر من لفظه فعل، فالتقدير عنده: أنزه الله تنزيها، فوقع" سبحان الله" مكان قولك تنزيها.
(المسجد الأقصى): (الأقصى) بمعنى الأبعد، وقد قصد بالجملة مكان عبادة الله في بيت المقدس، ونعت الأقصى للدلالة على البعد الشاسع بين مكة وبيت المقدس، ثم صار تعبير «المسجد الأقصى» عَلَمَاً على مسجد بيت المقدس الإسلامي بعد الإسلام، اقتباساً من الوصف القرآني، وكان قبل الإسلام مكان المعبد الذي بناه سليمان .
(جاسوا خلال الديار): أي: عاثوا وترددوا، يقال: جاسوا وهاسوا وداسوا بمعنى، ذكره ابن عزيز والقتبي، قال الزجاج: معناه طافوا خلال الديار هل بقي أحد لم يقتلوه؟ قال: والجوس: طلب الشيء باستقصاء، قال الجوهري: الجوس مصدر قولك جاسوا خلال الديار أي: تخللوها كما يجوس الرجل للأخبار أي: يطلبها، وكذا قال أبو عبيدة، وقال ابن جرير: معنى جاسوا طافوا بين الديار يطلبونهم ويقتلونهم ذاهبين وجائين، وقال الفراء: معناه قتلوهم بين بيوتهم، وقرأ ابن عباس «فحاسوا» بالحاء المهملة، قال أبو زيد: الحوس والجوس والعوس والهوس: الطوف بالليل، وقيل: الطوف بالليل هو الجوسان محركا، كذا قال أبو عبيدة.
(لِيَسُوؤُا وُجُوهَكُمْ): ليجعلوها بادية آثار المساءة والكآبة فيها.
(حصيراً): (الحصير): المحبس، قال القشيري: ويقال للذي يفرش حصير، لحصر بعضه على بعض بالنسج، وقال الحسن: أي فراشاً ومهاداً، ذهب إلى الحصير الذي يفرش، لأن العرب تسمي البساط الصغير حصيرا، قال الثعلبي: وهو وجه حسن.
(القسطاس): (القسطاس)، هو رومي عُرِّب، والقسطاس بالضم والكسر، وهو القرسطون، أي القبان، وقيل كل ميزان صغر أو كبر.
(ولا تمش في الأرض مرحا): (المرح): شدة الفرح، وقيل: التكبر في المشي، وقيل: تجاوز الإنسان قدره، وقال قتادة: هو الخيلاء في المشي، وقيل: هو البطر والأشر، وقيل: هو النشاط وهذه الأقوال متقاربة ولكنها منقسمة قسمين: أحدهما مذموم والآخر محمود، فالتكبر والبطر والخيلاء وتجاوز الإنسان قدره مذموم والفرح والنشاط محمود.
(حِجاباً مَسْتُوراً): حِجاباً مَسْتُوراً ذا ستر، وقيل: هو حجاب لا يرى فهو مستور، ويجوز أن يراد أنه حجاب من دونه حجاب أو حجب، فهو مستور بغيره، أو حجاب يستر أن يبصر، فكيف يبصر المحتجب به، وهذه حكاية لما كانوا يقولونه.
(ورفاتا): الرفات: ما تكسر وبلي من كل شيء، كالفتات والحطام والرضاض، قاله أبو عبيدة والكسائي والفراء والأخفش، تقول منه: رفت الشيء رفتاً، أي: حطم فهو مرفوت، وقيل الرفات: الغبار، وقيل: التراب.

### البلاغة في سورة الإسراء
براعة استهلال: ويظهر هذا الوجه البلاغي في مستهل السورة، في قوله تعالى:﴿سُبْحَانَ الَّذِي أَسْرَى بِعَبْدِهِ﴾ [الإسراء:1]، براعة استهلال لأنه لما كان الإسراء أمرًا خارقا للعادة، بدأ السورة بما يشير إلى كمال القدرة وتنزهه  عن صفات النقص، بِعَبْدِهِ إضافة تشريف وتكريم.
المجاز العقلي: ففي قوله تعالى «وجعلنا آية النهار مبصرة» مجاز عقلي، لأن النهار لا يبصر، بل يبصر فيه فهو من إسناد الفعل إلى زمانه.
استعارة مكنية: ففي قوله تعالى: {وَاخْفِضْ لَهُما جَناحَ الذُّلِّ} استعارة مكنية، شبّه الذل بطائر ذي جناح، ثم حذف الطائر، ورمز له بشيء من لوازمه، وهو الجناح، فهذه استعارة في الشفقة والرحمة بهما والتذلل لهما تذلل الرعية للأمير والخدم للسادة.
استعارة تمثيلية: في قوله تعالى: {وَلا تَجْعَلْ يَدَكَ مَغْلُولَةً إِلى عُنُقِكَ، وَلا تَبْسُطْها كُلَّ الْبَسْطِ}: مثّل للبخيل الذي حبس يده عن العطاء بمن شدّت يده إلى عنقه، بحيث لا يستطيع مدّها، وشبّه السرف ببسط الكف، حيث لا تمسك شيئا.
المجاز المرسل: وذلك في قوله تعالى: {أَرَأَيْتَكَ هَذَا الَّذِي كَرَّمْتَ عَلَيَّ}، في قوله: (أَرَأَيْتَكَ) مجاز مرسل في استعمال الرؤية، بمعنى الأخبار في قوله «أرأيتك» لأنها سببه فالعلاقة فيها السببية.
استفهام إنكاري: وذلك في قوله تعالى: {أَإِذا كُنَّا عِظاماً}، فهذا استفهام إنكاري. أَإِنَّا لَمَبْعُوثُونَ كرر الهمزة لتأكيد الإنكار، ثم أكّده بإنّ واللام، لإفادة قوة الإنكار.
القصر: وذلك في قوله: «وما أرسلناك إلا مبشرا ونذيرا»، ففي الآية قصر إضافي.

## القراءات لبعض كلمات السورة
قوله تعالى: (أَسْرى): قرأ أبو عمرو وحمزة والكسائي بالإمالة محضة وورش بين بين، والباقون بالفتح.
قوله تعالى: (أَلَّا تَتَّخِذُوا مِنْ دُونِي وَكِيلًا): اختلف القراء في «تتخذوا»، فقرأ أبو عمرو: (ألّا يتخذوا)، بياء الغيب، وذلك حملاً على لفظ الغيبة المتقدم ذكرها في قوله تعالى أوّل الآية:﴿وَآتَيْنَا مُوسَى الْكِتَابَ وَجَعَلْنَاهُ هُدًى لِبَنِي إِسْرَائِيلَ﴾ [الإسراء:2]، و «أن» مصدريّة» مجرورة بحرف جرّ محذوف، و «لا» نافية، أي لئلا يتخذوا وكيلا من دوني، وقرأ الباقون «ألّا تتخذوا» بتاء الخطاب، وذلك على الالتفات من الغيبة إلى الخطاب، و «أن» مفسّرة بمعنى «أي» و«لا» ناهية، والمعنى: وقلنا لهم لا تتخذوا وكيلا من دوني.
قوله تعالى: (لِيَسُوؤُا وُجُوهَكُمْ) قرأ الكسائي بعد اللام بنون مفتوحة، والباقون بالياء مفتوحة، وأما الهمزة بعد الواو التي بعد السين فقرأ نافع وابن كثير وأبو عمرو وحفص بضم الهمزة ومدها، والباقون بفتح الهمزة ولا مد وإذا وقف حمزة على ليسوؤا سكن الهمزة وأبدلها واوا فيجتمع واوان فتحذف الأولى وله أيضا إبقاؤها وإدغامها في الواو بعدها.
فوله تعالى: (وَيُبَشِّرُ): قرأ الأخوان بفتح الياء وسكون الباء، وضم الشين مخففة، والباقون بضم الياء وفتح الباء وكسر الشين مشدّدة.
قوله تعالى: (يَلْقاهُ مَنْشُوراً): اختلف القراء في (يلقاه)، فقرأ ابن عامر، وأبو جعفر: (يُلقّاه) بضم الياء، وفتح اللام، وتشديد القاف، على أنه مضارع (لقّى)، وقرأ الباقون (يَلقه) بفتح الياء، وتخفيف القاف، وسكون اللام، على أنه مضارع (لقي).
قوله تعالى: وَلَقَدْ صَرَّفْنا قرأ نافع وابن كثير وابن ذكوان وعاصم بإظهار دال" قد" عند الصاد، والباقون بالإدغام.

## الفوائد الفقهية في السورة
فرض الصلاة: ففي قصة الإسراء والمعراج في مطلع سورة الإسراء؛ كان فرض الصلاة؛ وقد روي أن النبي ﷺ كان يصلي قبل الإسراء صلاة العشي والإشراق، ويتنفل في الجملة ولم يثبت ذلك من طريق صحيحة، حتى رفعه الله مكاناً علياً، وفُرض عليه الصلاة، ونزل عليه جبريل فعلمه أعدادها وصفاتها.
مسألة إقامة الصلاة لدلوك الشمس إلى غسق الليل: فقد قيل المراد الأمر بالصلاة من الظهيرة إلى العشاء، وذلك أربع صلوات على حسب البيان الذي وردت به السنة العملية، وعلى الأمر بالصلاة في الفجر، وتلك هي الصلاة الخامسة.
مسألة القتل بغير سبب: ففي قوله تعالى: (ومن قتل مظلوما)، أي بغير سبب يوجب القتل، (فقد جعلنا لوليه سلطانا) أي لمستحق دمه، قال خويز: الولي يجب أن يكون ذكرًا، لأنه أفرده بالولاية بلفظ التذكير، وذكر إسماعيل بن إسحاق في قوله تعالى:" فقد جعلنا لوليه" ما يدل على خروج المرأة عن مطلق لفظ الولي، فلا جرم، ليس للنساء حق في القصاص لذلك ولا أثر وليس لها الاستيفاء، وقال المخالف: إن المراد ها هنا بالولي الوارث، وقوله تعالى: (سلطانا) أي تسليطا إن شاء قتل وإن شاء عفا، وإن شاء أخذ الدية، قاله ابن عباس والضحاك وأشهب والشافعي، وقال ابن وهب قال مالك: السلطان أمر الله، وقال ابن عباس: السلطان الحجة، وقيل: السلطان طلبه حتى يدفع إليه.
الوفاء في الكيل: ففي قوله تعالى: (وأوفوا الكيل إذا كلتم)، تقتضي هذه الآية أن الكيل على البائع، أي وفاء الكيل وإقامة الوزن.

## المؤلفات في السورة
1. مقاصد الشريعة الضرورية في سورة الإسراء – دراسة تطبيقية، للباحثة: رشا عويض عايض الحتيرشي، المجلة الدولية لنشر البحوث والدراسات، المجلد الخامس، الإصدار (49)، نوفمبر 2023م.
2. الوصايا الربانية في سورة الإسراء وأثرها في إستقرار المجتمع – دراسة موضوعية -، د. شاهه الطوير معيوف العنزي، مجلة العلوم الإسلامية – مجلة علمية محكمة، العدد (36).
3. صيغة الأمر والنهي في سورة الإسراء – دراسة تحليلية بلاغية -، فتح الرزق، رسالة ماجستير في الجامعة الإسلامية الحكومية – جمبر-، كلية أصول الدين والآداب والعلوم الإنسانية، شعبة اللغة العربية، 2021م.
4. سورة الإسراء دراسة نحوية دلالية، مجدي معزوز أحمد حسين، رسالة ماجستير في اللغة العربية بجامعة النجاح الوطنية، كلية الدراسات العليا، فلسطين –نابلس-، 2004م.
5. تفسير القرآن بالقراءات القرآنية العشر من خلال سور (الإسراء والكهف ومريم)، للباحثة: آمال خميس حماد، رسالة ماجستير بالجامعة الإسلامية بغزة، كلية أصول الدين، قسم التفسير وعلوم القرآن، 2006م.
6. سورة الإسراء –دراسة بلاغية دلالية-، للباحث: فاضل ضايف سلطان، رسالة ماجستير في اللغة العربية وآدابها بجامعة الكوفة، سنة 2007م.
7. ثلاثون مجلساً في تفسير سورة الإسراء، د: بن إبراهيم السادة، كتاب منشور، من نشر المؤلف، بدون تاريخ.
8. حجاجية الأساليب البلاغية البيانية في سورة الإسراء –دراسة بلاغية-، د. هدى محمد إبراهيم قزع، حولية كلية اللغة العربية للبنين بجرجا، المجلد الثامن، العدد الثاني، مارس 2024م

## وصلات خارجية
- سورة الإسراء: تجويد-تفسير - موقع Altafsir.com
- مقالة شيخ الأقصى